# Bennesherita
La bennesherita és un mineral de la classe dels silicats que pertany al grup de la mel·lilita, sent el primer membre del grup amb Ba i Fe2+ dominants. Rep el nom pel mont Ben Nesher, a Israel, a prop de la localitat tipus.

## Característiques
La bennesherita és un silicat de fórmula química Ba₂Fe2+Si₂O₇. Es tracta d'una espècie aprovada per l'Associació Mineralògica Internacional, i publicada per primera vegada el 2022. Químicament es troba relacionat amb l'andremeyerita i amb la gil·lespita. Cristal·litza en el sistema tetragonal. La seva duresa a l'escala de Mohs és 5.
L'exemplar que va servir per a determinar l'espècie, el que es coneix com a material tipus, es troba conservat a les col·leccions del Museu Mineralògic Fersmann, de l'Acadèmia de Ciències de Rússia, a Moscou (Rússia), amb el número de registre: 5396/1.

## Formació i jaciments
Va ser descoberta a l'anticlinal de Gurim, a la conca de l'Hatrurim, dins el Consell regional de Tamar (Districte del Sud, Israel), on es troba omplint els espais entre cristalls més grans. Aquest indret és l'únic a tot el planeta on ha estat descrita aquesta espècie mineral.